# Baykar
Baykar — турецкая авиастроительная компания. Основана в 1984 году предпринимателем Оздемиром Байрактаром.

## Общие сведения
В первые годы после основания компания занималась производством деталей для двигателей, насосов и автомобильных коробок передач.
С 2000 года «Baykar Makina» начала работы в области авиастроения, в частности, в разработке и производстве беспилотных летательных аппаратов (БПЛА). В этих работах активное участие приняли сыновья Оздемира Байрактара — Халук, Сельчук и Ахмет Байрактары. 
Основатель компании и пионер строительства турецких БПЛА, Оздемир Байрактар, умер 18 октября 2021 года в возрасте 72 лет.
Научно-исследовательская группа компании состоит из 3500 человек, инженеров и техников.

## Деятельность
Компания в 2007 году разработала первый турецкий беспилотный разведывательный дрон Kale-Baykar Mini. Командование сухопутных войск Турции заключило соглашение с компанией о покупке 19 комплектов системы БПЛА.
Baykar Makina стала первой турецкой компанией, которая начала экспорт своих дронов иностранным заказчикам. Первым покупателем аппаратов Bayraktar Mini стал Катар.
За разработку и производство БПЛА Bayraktar Tactical Class в 2010 году компания «Baykar Makina» получила 9-ю технологическую премию.
Проект Baykar Makina «Разработка трёх резервных программных компонентов системы управления полётом тактического класса» был удостоен награды «Project Star» в программе «Stars of Technology Awards», организованной технопарком Йылдызского технического университета в 2015 году.
Дрон «Bayraktar Tactic» установил национальный рекорд самого длительного и самого высотного полета: аппарат поднялся на высоту 27 030 футов и находился в воздухе 24 часа 34 минуты.
В 2014 году успешно завершил испытания новое изделие компании — ударный дрон Bayraktar TB2, который был принят на вооружении турецкой армии.
На испытаниях Bayraktar TB2 удалось поразить цели со стопроцентным попаданием в ходе стрельбы двумя управляемыми ракетами Roketsan MAM-L.
6 декабря 2019 года успешно завершил первый испытательный полет Bayraktar Akıncı, пробыв в воздухе 16 минут.
14 марта 2022 года глава компании сообщил что реактивный БПЛА Bayraktar Kizilelma поступил на производство.
28 июня компания Baykar в своём Twitter официально заявила, что бесплатно передаст 3 экземпляра TB-2 ВСУ.
27 декабря 2024 года компания приобрела авиастроительную компанию Италии Piaggio Aero.

## Галерея

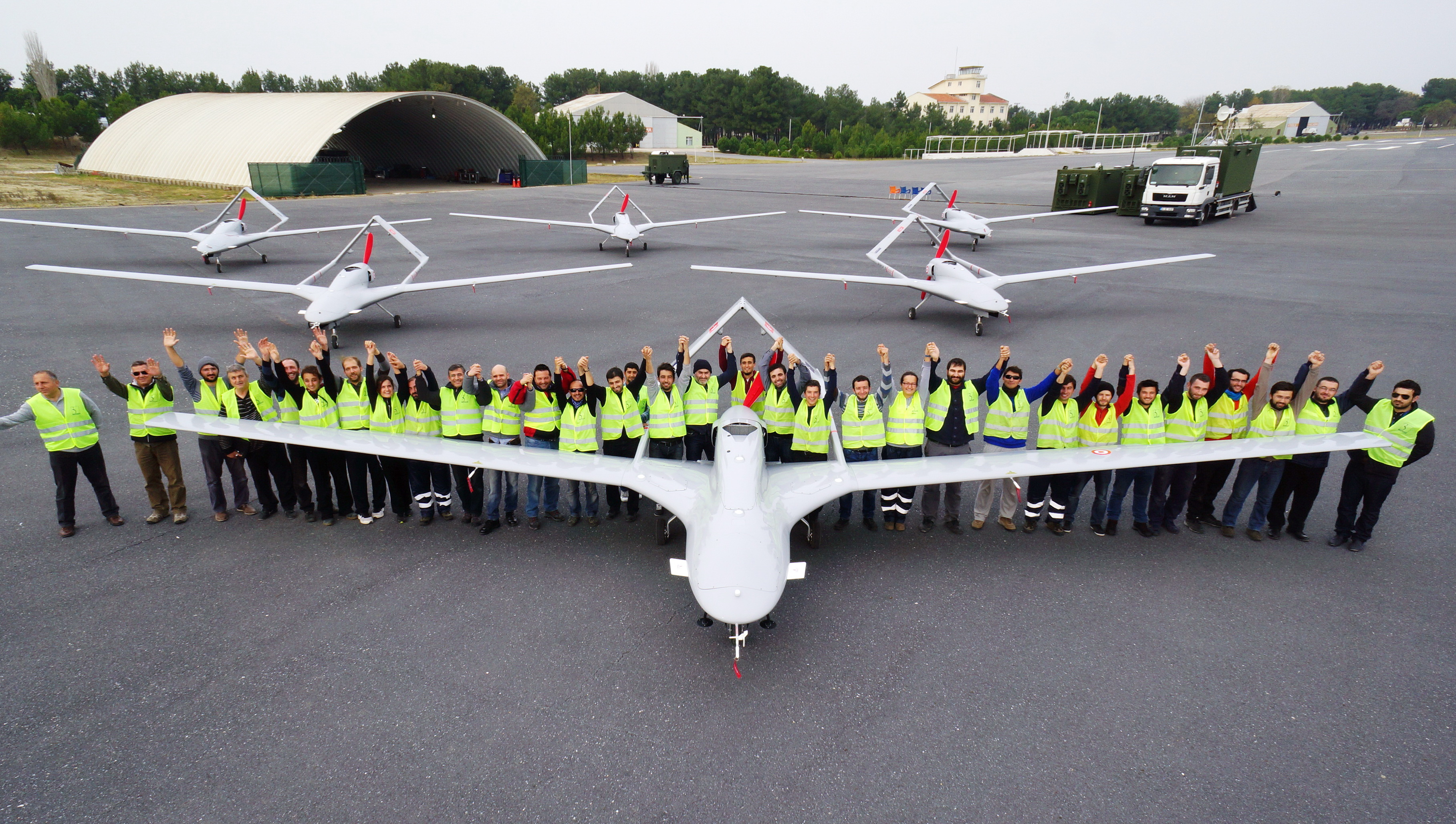
Команда разработчиков дрона Bayraktar TB2
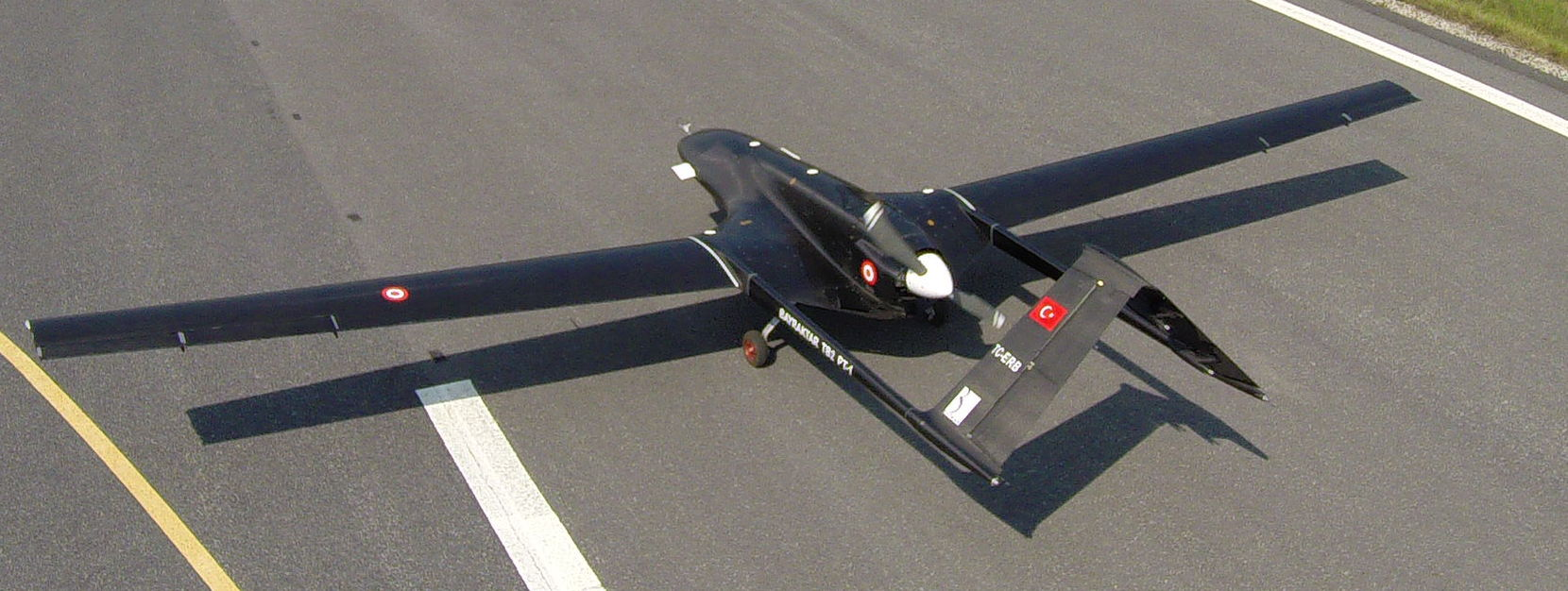
Bayraktar TB2
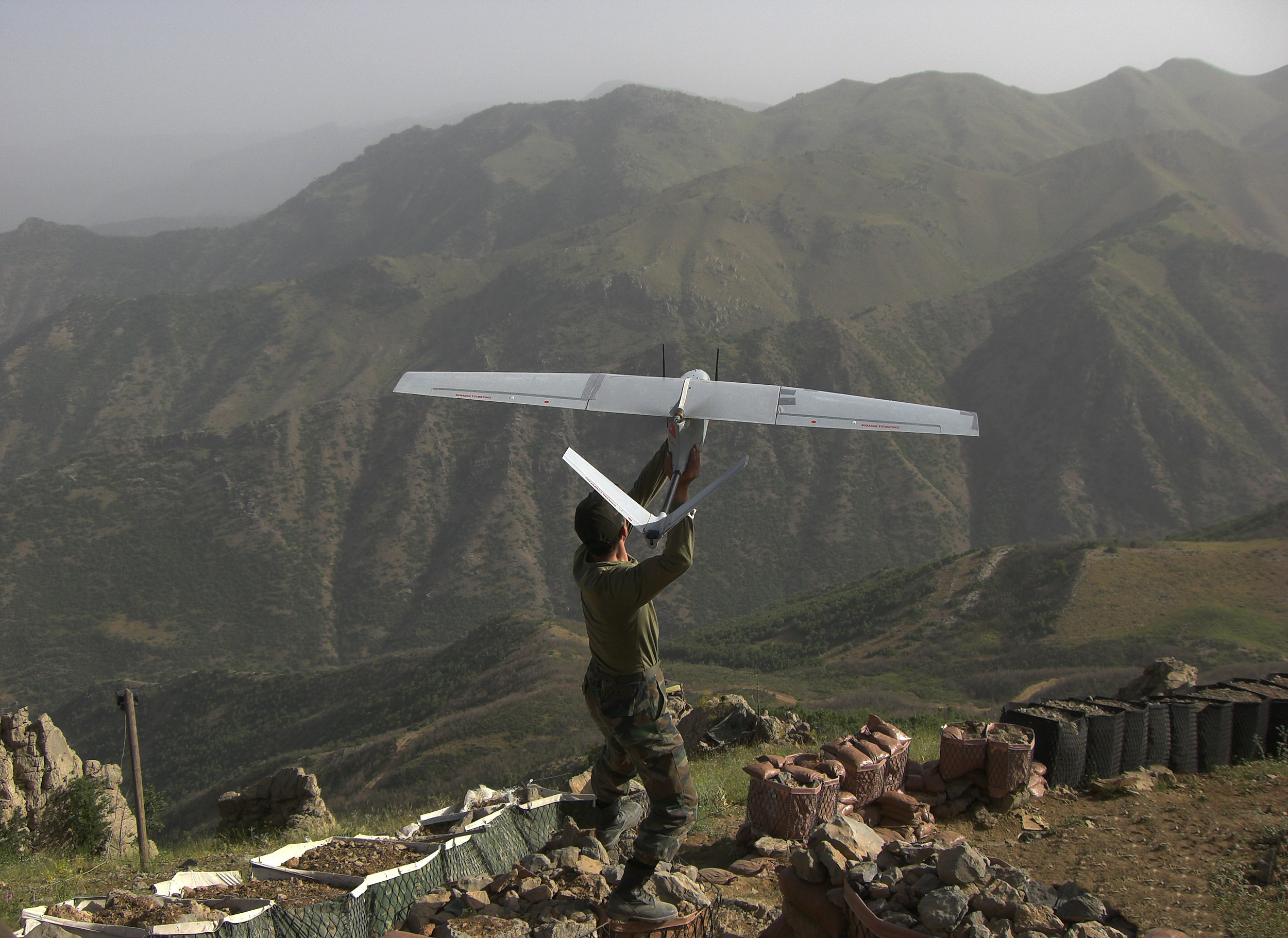
Запуск Bayraktar Mini UAV
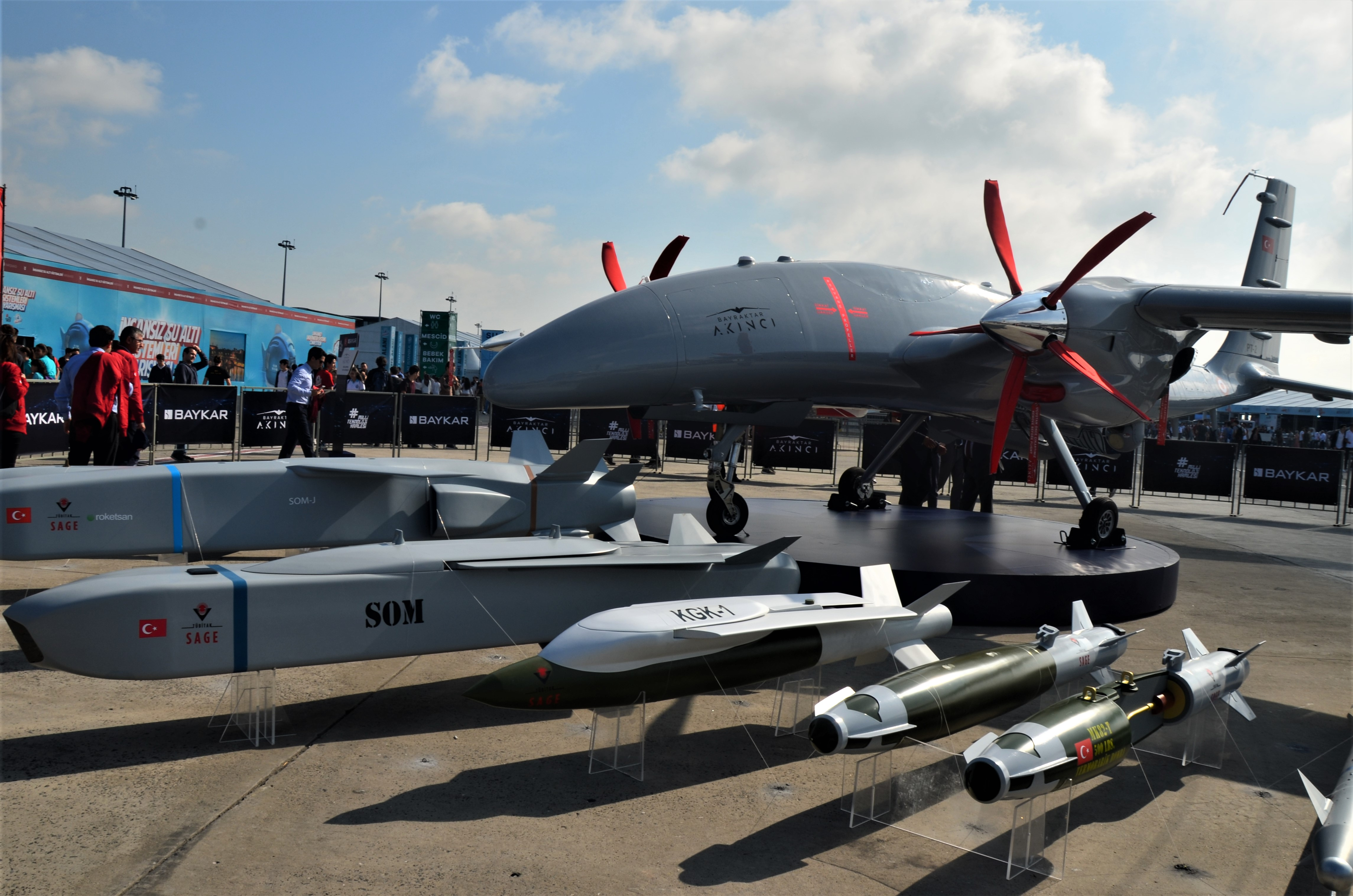
Bayraktar Akıncı на выставке Teknofest 2019